# Gouvelândia
Gouvelândia este un oraș în Goiás (GO), Brazilia.